# بيبي جون (فلم 2024)
بيبي جون (بالإنجليزية: Baby John) هو فيلم إثارة وأكشن باللغة الهندية لعام 2024 من إخراج كاليس وهو بمثابة إعادة إنتاج لفيلم أتلي التاميلي لعام 2016 Theri. الفيلم من بطولة فارون داوان في الدور الرئيسي، إلى جانب كيرثي سوريش (في أول فيلم لها باللغة الهندية)، واميقا جابي، وزارا زيانا، وجاكي شروف. يتم إنتاجه تحت استوديوهات جيو، استوديوهات سيني وان، أفلام فيبين أجنهوتري وأيه فور أبل ستوديوز. تدور أحداث الفيلم حول ساتيا فيرما، وهو شرطي سابق، يتنكر في زي بيبي جون لحماية ابنته من عدو سابق.
تم الإعلان رسميًا عن الفيلم في يوليو 2023 تحت العنوان المؤقت VD18،  وتم الكشف عن العنوان الرسمي في فبراير 2024. بدأت عمليات التصوير الرئيسية في مومباي وكيرالا في أغسطس 2023 وانتهت في أكتوبر 2024. تم تأليف موسيقى الفيلم بواسطة ثامان اس، والتصوير السينمائي بواسطة كيران كوشيك والمونتاج بواسطة روبن.
تم إصدار فيلم بيبي جون في دور العرض السينمائي في 25 ديسمبر 2024، تزامنًا مع عيد الميلاد. تلقى الفيلم آراء متباينة من النقاد.

## حبكة
جون ديسفيلا هو خباز يعيش في ولاية كيرالا مع ابنته خوشي وصديقه المقرب جاكي. يصبح صديقًا لمعلمة خوشي تارا التي تقع في حبه في نهاية المطاف. عندما يتورط خوشي مع عصابة الاتجار بالجنس ويذهب إلى مركز الشرطة، يظنه أحد الضباط ميتًا، فيخبره أنه رجل عادي. وعندما يحاولان قتل خوشي، يتحول جون إلى رجل عنيف عندما يذكره ضابط في كيرالا، سامبا، بنفسه القديمة. في النهاية تعلم تارا أن جون هو في الواقع DCP ساتيا فيرما IPS، ويبدأ في شرح ماضيه لها. جاكي الذي هو رئيس الشرطة رام سيفاك يعلم أن تارا تعمل في قوة الشرطة وأن اسمها الحقيقي هو أديرا فيرمان IPS.
الماضي: ساتيا يتشاجر مع بابار شير المعروف أيضًا باسم ناناجي، وهو سياسي سيئ السمعة بعد أن اعتدى ابنه أشوين جنسياً على فتاة صغيرة تدعى أمبا حتى الموت بعد أن قدم والدها ووالدتها تقريرًا عن حالة اختفاء. مع العلم أن المحكمة لا تستطيع أن تفعل أي شيء بشأن جريمة قتل أمبا، يقوم ساتيا بتعذيب أشوين وقتله. عندما يخبر ساتيا بابار أنه قتل أشوين، يقسم بابار على الانتقام لمقتل ابنه.
في هذه الأثناء، يلتقي ساتيا بطبيبة من تشيناي، ميرا، ويقع الاثنان في حب بعضهما البعض. عندما يذهب ساتيا لمقابلة عائلة ميرا، يرسل بابار رجالًا لقتل ساتيا. بعد الحادث، ساتيا يخجل أمام الجميع ويعتقل بابار. تبدأ ميرا بالتحدث إلى ساتيا الذي يلتقيها لكنها تخبره أنها تريده أن يترك وظيفته في الشرطة. لكن ساتيا نجح في إقناعها. تزوج ساتيا وميرا من بعضهما البعض وعاشا حياة سعيدة مع ابنتهما التي تدعى خوشي.
في ليلة عيد ميلاد خوشي الأول، يقتحم بابار وبهيما والمفتش بالديف باتيل منزل ساتيا، ويحاولون قتل ساتيا، ويقتلون ميرا، ووالدة ساتيا، ومادفي، ويحاولون إغراق خوشي. ميرا المحتضرة تنقذ خوشي، وتوقظ ساتيا لأن ميرا تعلم أنها لن تكون قادرة على البقاء على قيد الحياة وتجعله يعد بترك وظيفته في الشرطة وهو ما يقبله ساتيا. أثناء المغادرة، يودع ساتيا ميرا عاطفياً وتموت بين ذراعيه. يحاول ساتيا إنقاذ ميرا لكنه يفشل. ساتيا المدمر والمكسور القلب يتظاهر بالموت ويغادر مع خوشي ويبدأ حياة سلمية.
الحاضر: تشعر تارا بالفزع إزاء حياة ساتيا المأساوية وتبدأ في الاهتمام به وبكوشي. عندما تذهب خوشي في رحلة مدرسية، يقوم بابار (الذي علم أن ساتيا وخوشي على قيد الحياة) بتنظيم حادث في حافلة المدرسة. بمساعدة أديرا والسكان المحليين، تمكن ساتيا من إنقاذ خوشي. بعد أن علم أن بابار هو المسؤول عن الحادث، قرر ساتيا الانتقام لموت ميرا ومادفي وحماية خوشي كما وعد ميرا. يعود ساتيا إلى مومباي ، ويضع حدًا لجميع عصابات بابار، ويقتل بالديف وبهيما. بابار يختطف خوشي ورجاله يقتلون رام، وساتيا يتوسل إليه أن يترك خوشي لكن بابار يحاول قتل ساتيا. يكاد يموت لكن روح ميرا توقظ ساتيا وتجعله يتذكر الوعد الذي قطعه لميرا. ساتيا يقتل بابار وينقذ خوشي.
بعد مرور عامين، أصبح ساتيا عميلًا لوكالة RAW مع أديرا وكان في مهمة للقضاء على زعيم المافيا وقتل مدير الشرطة ياشراج موكيرجي أثناء مساعدته لبابار. بمساعدة العميل بهايجان.

## طاقم الممثلين
- فارون دهاوان بدور DCP ساتيا فيرما / جون ديسفيلا
- كيرثي سوريش بدور الدكتورة ميرا فيرما، زوجة ساتيا
- واميكا غابي بدور تارا / أدهيرا فيرمان IPS، معلمة خوشي.
- جاكي شروف بدور بابار شير / ناناجي
- راجبال ياداف بدور رئيس الشرطة رام سيفاك / جاكي
- زارا زيانا بدور خوشي فيرما، ابنة ساتيا وميرا
- شيبا تشادا بدور مادفي فيرما، والدة ساتيا
- ذاكر حسين بدور المفتش بالديف باتيل
- براكاش بيلوادي بصفته DGP ياشراج موخيرجي
- أرمان خيرا في دور أشوين، ابن ناناجي
- شريكانت ياداف بدور بهيما راني، الأخ الأصغر لناناجي
- بي إس أفيناش في دور سامبا
- ريش لامبا في دور فيشنو
- ساداناند باتيل في دور كالي براساد
- سنجدها سومان في دور أمبا
- كالي فينكات بدور والد أمبا
- سونالي شارميشثا في دور والدة أمبا
- أومكار داس مانيكبوري بدور بادريناث
- أنوب بوري بدور والد ميرا
- جيتا تياجي في دور عمة ميرا
- ريناي تيجاني في دور ابنة عم ميرا
- مشتاق خان كمدير
- جعفر صادق بدور الرئيس
- ناريش قصين وزيراً للمالية
- فيكرام سينغ بدور SI
- شهيدور الرحمن بدور SP أمانبريت سينغ
- كانشان باجاري في دور كورونا
- أجاي مادهوك بدور والد العروس
- سانيا مالهوترا بدور عروس ساتيا المرتقبة (ظهور خاص)
- سلمان خان بدور العميل بهايجان (ظهور خاص)
- ديلجيت دوسانجه بنفسه (ظهور خاص في أغنية "ناين ماتاكا")
- ثامان إس بنفسه (ظهور رائع في أغنية "Nain Matakka")

## موسيقى
تم تأليف الموسيقى التصويرية والموسيقى التصويرية الأصلية بواسطة Thaman S في أول ظهور منفرد له باللغة الهندية  مع كلمات كتبها Irshad Kamil وAdviteeya Vojjala وRitesh G. Rao و Rajakumari. تم إصدار الأغنية المنفردة الأولى بعنوان "Nain Matakka" في 25 نوفمبر 2024.  تم إصدار الأغنية المنفردة الثانية "Pikley Pom" في 6 ديسمبر 2024.  تم إصدار الأغنية المنفردة الثالثة بعنوان "Bandobast" في 14 ديسمبر 2024.  تم إصدار الأغنية المنفردة الرابعة بعنوان "Hazaar Baar" في 19 ديسمبر 2024.  تم إصدار الأغنية المنفردة الخامسة بعنوان "Beast Mode" في 22 ديسمبر 2024. 

## أصدر

### مسرحي
كان من المقرر في البداية إطلاق فيلم بيبي جون في دور العرض السينمائية في 31 مايو 2024، ولكن تم تأجيله بسبب أعمال ما بعد الإنتاج غير المكتملة. تم إصداره عالميًا في 25 ديسمبر 2024، تزامنًا مع مناسبة عيد الميلاد. 

### وسائل الاعلام المنزلية
تم الحصول على حقوق البث الرقمي للفيلم بواسطة Amazon Prime Video. 

## ملحوظات
1. ↑  Dhawan's 18th film as leading actor

## روابط خارجية
- بيبي جون على موقع IMDb (الإنجليزية)
- بيبي جون على موقع روتن توميتوز (الإنجليزية)
- بيبي جون على موقع ألو سيني (الفرنسية)
- بيبي جون على موقع قاعدة بيانات الأفلام السويدية (السويدية)
- بيبي جون على موقع قاعدة بيانات الفيلم (الإنجليزية)